# Zdravko Šaraba
Zdravko Šaraba est un footballeur international bosnien né le 15 mai 1980 à Trebinje en Yougoslavie (auj. en Bosnie-Herzégovine) qui évoluait au poste d'arrière gauche.

## Carrière
- 2001-2004 :  FK Leotar Trebinje
- 2004-2006 :  Volyn Lutsk
- 2006-2008 :  FK Sarajevo
- 2008 :  NK Maribor
- 2008-2009 :  FK Sarajevo
- 2009 :  FK Dynamo Minsk
- 2010 :  FK Laktaši
- 2010-2014 :  FK Leotar Trebinje

## Sélections
- 1 sélection et 0 but avec l'équipe de Bosnie-Herzégovine de football depuis 2008.